# Maurice Trintignant
Maurice Trintignant (n. 30 octombrie 1917, Sainte-Cécile-les-Vignes, Provence-Alpes-Côte d'Azur, Franța – d. 13 februarie 2005, Nîmes, Franța) a fost un pilot de Formula 1, unchiul actorului francez Jean-Louis Trintignant.
1. 1 2  Maurice Trintignant, Roglo
2. 1 2 3  Autoritatea BnF, accesat în 10 octombrie 2015
3. 1 2 3 4  Fichier des personnes décédées mirror, accesat în 22 iunie 2021
4. ↑  Who's Who in France